# アーシアン
『アーシアン』は、高河ゆんによる日本のファンタジー漫画。

## 概要
1987年、『月刊ウィングス』（新書館）で連載開始された。その後、『サウス』（新書館）で連載される。1995年に連載が終了したが、最終話直前の数話は長い間単行本に収録されなかった。2002年に、雑誌『COMIC Crimson』（発行：創美社 発売：集英社）で、外伝『秘密の花園』が掲載され、完結版が新書館ではなく創美社から発行された。完結版は、本編全3巻と別巻「秘密の花園」で、新書館版で未収録だった話は本編第3巻に収録されている。 
最初はもっと暗い結末になることもほのめかされていた。しかし2度目の休載の際、同人出身の漫画家たつねこと結婚し、女児を出産したことが作品にも反映され、「最高のハッピーエンドを！」がモットーになる。そして実際にベストとは言えないまでもグッドエンドになる。さらに外伝では、脇役キャラ各々のゴール目前の奮闘ぶりが描かれている。

## あらすじ
アーシアン（地球人）は滅ぶべきなのか、長きに渡り調査し続ける天使たち。翼も髪も黒い突然変異の天使、ちはやは、アーシアンを救おうと、プラスの調査員となり、マイナス面を調査する白い上級天使、影艶とともに、地上に舞い降りた。
サブタイトル
1. アーシアン
2. HONG KONG CHINESE 1
3. HONG KONG CHINESE 2
4. HONG KONG CHINESE 3
5. クリスマス・サマー
6. ヴァルハラ
7. 永遠のロマンス 1
8. ファントム・ジ・オペラ
9. 永遠のロマンス 2
10. 武装天使来襲 -天使のいる場所-
11. メテオライト
12. 2
13. 永遠のロマンス 3
14. A HAPPY NEW YEAR -真夜中のホロスコープ-
15. エスケイプ
16. きみに花束
17. ナイト・オン・ザ・プラネット -夜の惑星 -
18. 楽園の果実
19. 天の戴冠
20. 天使の鎖
21. ソーン・クラウン
22. トラベリング・ドア
23. 永遠のロマンス 4 -NAME OF THE ROSE-
24. 胎動
25. FOR THE EARTHIAN
26. Etanal Romance
27. WORLD'S END

秘密の花園
1. （ウィングス･コミックス第1巻書き下ろし）
2. （ウィングス･コミックス第2巻書き下ろし）
3. （ウィングス･コミックス第3巻書き下ろし）
4. （ウィングス･コミックス第4巻書き下ろし）

- 5. - 6.（COMIC Crimson2002年7月号 - 11月号掲載）
  - 月刊ウィングスに1995年から1996年にかけて連載された「The Secret Garden」のリメイク。

## 「アーシアン」における「天使」
本作品における「天使」とは地球から遠く離れた星（惑星エデン）を本拠地とする異星人を指す。「天使」は念動力や動物との会話能力、即時的外傷治癒能力、飛翔能力などを持っている。寿命は地球人に比して極めて長い。発情期を持っており、通常、発情期以外は繁殖行動をとらない。しかし、近年は出産率の低下に加え、発情期においては結婚していても同性にしか欲情できない性質を持つ。その為、「天使」の数は激減し、深刻な問題となっている。この問題を踏まえ、滅亡の危機に晒される「天使」の世界においては、同性愛（同性と肉体関係を持つこと）は死罪とされている。
また「天使」は地球人に極めて近い種族であり、「天使」と地球人の繁殖による交雑種も存在している。交雑種は繁殖能力と「天使」と同等以上の超能力を備えている。一代雑種は翼を持っているが、それ以降の世代が翼を持っているかどうかは描写されていない。
「天使」の雑種は地球のみならず、エデンにも存在するらしい。一代雑種と普通の「天使」、もしくは一代雑種同士の混血では白い翼を持っているが、混血が進むにつれ、突然変異の黒い「天使」が出現する。それが「黒天使」である。「黒天使」は「天使」よりさらに知能が高く、繁殖能力と黒色ガンを始めとする多くの病原体に対する抗体を持っている。そのことから「進化した天使」と呼ばれるようになる。主人公のちはやは、エデンにおける「黒天使」の第1号である。なお、大戦後はちはやの羽根の抗体投与などもあり、「黒天使」の数が増え、「天使」は滅亡の危機を回避する。

## 「天使」の軍制
「天使」は地球を「監視」しているが、その監視組織は軍事組織でもある。総司令官はミカエル、副官はラファエルと呼ばれているが、この名称が役職に付随するものなのか、あるいは特定の家系に世襲されるものなのか、一代限りのものであるかは不明である。「ミカエル」「ラファエル」「ガブリエル」「ウリエル」といった大天使の名称は、地球の歴史においては数千年前から存在しているが、作中のミカエルやラファエル、ガブリエルらが地球に関わりだしたのはそれほど古い時代からではない。

## 登場人物
ちはや
主人公の男性。少女と見間違えるくらい美しいが、突然変異で髪、瞳、そして翼の色も漆黒である。しかも孤児だった為、天使の世界ではいじめられていた。その為、優等生であるにもかかわらず劣等感が強い。しかも少々おっちょこちょいで失敗が多い。しかし思いやりのある性格で、しかもいざと言う時には並外れた行動力を発揮する。プラスの調査員になったのは、幼い頃から地球とアーシアンが大好きだった為。士官学校合格後、ミカエルの養子となる。影艶と性交したのがばれて裁判になった時、とっさの機転で影艶を釈放させる。そして自身はエルヴィラやミカエルに救われ、地球へ亡命する。その時影艶に渡す為にへし折った自身の翼が天使達の運命を大きく変えることとなる。メタトロンとの戦いの後、影艶とともに地球に残り、外伝では香港に在住している。
なお、続編と言える「天使庁」にも、アーシアンを救う黒天使「漆黒（ジェット・ブラック）」として成人した彼が登場する。
影艶（かげつや）
男性。ちはやとコンビを組むマイナスの調査員。天使の中でも特に白い高級天使（＝貴族）。桜公爵家の嫡男。皆からもてはやされるが、ルシフェルに似ていることから、ミカエルやラファエルからは内心嫌われている。気まじめな性格でアーシアンを本気で嫌うが、実務はあくまで冷静かつ公正に行う。料理が得意でその腕前はシェフ並み。ちはやの士官学校入学の日にちはやと出会い、恋に落ちるも、その性格ゆえ、なかなか素直になれなかった。やがて発情期が訪れちはやと関係を持ったため逮捕されるが、ちはやの機転で釈放される。その際、裁判の時の言動から一時期ちはやのことを誤解するが、宮城のおかげで真意を知る。そして地球へ向かうメタトロン内でラファエルに対し突然亡命を宣言。地球にいるちはやと再会した後はさらにその絆を強くする。大戦の際、ちはやと共に地球のイサナとメタトロンの中枢部分を破壊、ラファエルに地球からの撤退を要求する。その際、自身は黒色ガンの抗体を持っていることを公表する。
なお、「天使庁」には今の所、登場していない。
宮城（みやぎ）
男性。穏和な性格の人物で影艶の親友。モノクロの時天使には珍しく髪がトーン処理されている。パートナーのあやを好きだが、なかなか報われない。それでも影艶にライバル心をむき出しにしないのは、影艶にはその気が全くないことと、二人の本当の事情を知っているからである。アーシアンに対し積極的な感情はないものの、戦争には反対する立場を取っている。プラスの調査員になったのも、影艶の後を追うように軍人となったあやが戦場に送り出されることを防ぎたい為である。釈放された影艶にちはやの羽根を渡して誤解を解き、影艶とちはやの仲直りのきっかけを作ったが、その為に一時あやとの関係がこじれた。大戦後はあやの願いもあり、ちはやと影艶が一時帰国できるように尽力している。外伝の後日談ではあやとは戸籍上の婚姻はしていないものの、多くの子供を授かり実質上夫婦として暮らしていることが伝えられる。
あや
女性。マイナスの調査員。少々わがままで勝ち気な性格。影艶のことが大好きでちはやをライバル視するが、その際なぜか影艶の母親か姉のような言動をすることがある。表向きは宮城の従姉妹で、マイナスの調査員になったのは、アーシアン嫌いだからと言うことになっている。しかし実は彼女も影艶とは結ばれてはならない事情があり、それを自ら理解してのことである。
大戦後に宮城との間にたくさんの子供をもうける。その子達は全員髪も瞳も真っ黒だが、れっきとした実の子と言うこともあり愛情を持って育てている。その中の末っ子「まや」は幼い頃のあやに容姿も性格も似ているらしい。さらにこの頃にはちはやとも親しく手紙でやり取りできるまでになっており、ちはやと影艶が一時帰国を果たした時、宮城と結婚式を挙げるつもりである。
ミカエル
男性。天使長。この作品に出てくるキャラクターの中では最高位の人物であるが、高河作品の例に漏れず優柔不断で威厳に乏しい人物である。ちはやを溺愛しているが、最高司令官という立場からちはやに冷たい仕打ちを採ることも多い。ルシフェルは双子の妹。ちはやと影艶が性交した後、ちはやを故意に逃がして司令を解任され、後に地球に追放、もとい逃がされる。なお、彼が生まれつき黒色ガンなどに対する抗体を持っていたかどうかは不明。
ラファエル
男性。ミカエルの副官。妻はガブリエル。平民出身ながら士官学校を首席で卒業している。冷静・冷酷で常に事務的な人物である。士官学校にミカエルに出会い、以来惹かれ合うようになる。
ミカエルがちはやを逃した後、独断で地球に戦争を仕掛けるが、結局ちはや達に打ち負かされる。しかし内心では自分の息子とその仲間が天使と地球人の両方を救ったことに安心している様子もうかがえる。
ルシフェル
女性。ミカエルの双子の妹。性格は少々勝ち気なトラブルメーカーだが、タフで決して弱音を吐かない。元々兄妹として仲が良かったミカエルに恋をしており、ラファエルとは三角関係になった。後にミカエルを強姦して失踪する。実は黒色ガンを患っており、死ぬ前にミカエルと同衾したいとの希望があったとされる。失踪後に男児を出産。これが後の影艶である。
セラフィム
男性。プラスのチェッカーの総帥であったが、黒色ガンを患ったためミカエルとラファエルの力を借りて軍を脱走し、地球に潜伏して余生を過ごした。地球人女性との間に娘のエルヴィラをもうけた。エデンにいた時、影艶に「アーシアンに対して好き嫌いの感情を持ち過ぎてはいけない」と穏やかな口調でたしなめている。
エルヴィラ
女性。髪と瞳は真っ黒だが、翼は白い混血の天使。急激に成長するなど、天使の成長過程を読者に伝える役割を担う。セラフィムの娘。後に地球人男性との間に子を3人もうける。芦野博士の組織「HOUSE」の元メンバーと協力して「天使」に戦いを挑む、反天使組織「黒天使」のリーダー。天使を敵視するも、ちはやには親近感を覚え、後にちはやにその正体を伝える。
子供達の内No.3は大戦の際戦死してしまうが、終了後さらに1人子供をもうけており、外伝の時点では子供は再び3人になっている。
多紀
マッド・サイエンティスト芦野博士が製造したアンドロイドの一体。芦野博士のもとから逃亡し、武者小路医院の食客となる。メタトロンでの戦いで全損し、中枢部のみ辛うじて回収されて武者小路医院で保存されている。外伝の時点でほぼ修復はなされているが、意識は戻っていない。
美幸
多紀が芦野博士のもとから救出した超能力者。強力な発火能力をもっている。最初は番号で呼ばれており途中で本名が判明するまで多紀に「ちはや」と名付けられていた。メタトロンの戦いを生き延びた後、外伝では高校生になっており、多紀の再覚醒を目指し猛勉強中。
ガブリエル
ラファエルの妻でルシフェルの恋人。士官学校時代はマドンナ的存在だった。影艶にとっては初恋（片思い）の相手でもある。小柄でウェーブのかかった金髪で、顔だちはなぜか少しちはやに似る。見た目も言動もやや子供っぽいが、地球へ行く前のちはやと普通に接するなど、基本的に優しい性格の持ち主である。

## ORIGINAL ALBUM
サウンドプロデュース：濱田金吾
OVA1、OVA2のサウンドトラックも兼ねている。

### ORIGINAL ALBUM 1
- サウンド・プロデューサー：濱田金吾
- プロデュース：高橋俊紀（ユーメックス）
- ディレクター：林敏明（サウンド・アトリエ/モス・エージェンシー）
- ミキサー：嶋津ゆきお（サウンド・アトリエ）
- アシスタント・ミキサー：中井賢二（サウンド・アトリエ）
- 構成：渡辺麻実
- アーチスト・マネージャー：藤原年樹（ツー）
- デザイン：DESK
- 録音スタジオ：サウンド・アトリエ

1. Dream Is Alive
  - 作詞：小林和子 / 作曲：濱田金吾 / 編曲：濱田金吾、原一博 / 歌：濱田金吾
2. Jewel City
  - 作曲：安田信二 / 編曲：Orbits
3. HANASANAI
  - 作詞･作曲：MILK(Rie) / 編曲：原一博 / 歌：MILK
4. WALHALLA
  - 作詞：千蔵マキ / 作･編曲：原一博 / 歌：千蔵マキ
5. Secret Blue
  - 作詞：松葉美保 / 作曲：安田信二 / 編曲：古川貴司、原一博 / 歌：小山水城
6. Good Night
  - 作詞：松葉美保 / 作曲：濱田金吾 / 編曲：原一博 / 歌：濱田金吾
7. Silver Wing
  - 作曲：安田信二、原一博 / 編曲：Orbits
8. Blooming Heart
  - 作曲：濱田金吾 / 編曲：濱田金吾、原一博
9. Once
  - 作曲：濱田金吾 / 編曲：濱田金吾 / 歌：小山水城

### ORIGINAL ALBUM 2
1. Theme of Earth
  - 作曲：濱田金吾 / 編曲：斎藤有太
2. Grand-Rule
  - 作曲･編曲：斎藤有太
3. Shake & Down
  - 作詞：上杉伸之助 / 作曲：濱田金吾 / 編曲：斎藤有太 / 歌：濱田金吾
4. Heart Code
  - 作曲：MILK / 編曲：斎藤有太
5. Eternal Romance
  - 作詞：上杉伸之助 / 作曲：濱田金吾 / 編曲：斎藤有太 / 歌：鈴木晶子
6. Terrors Of“The House”
7. Secret Bluell
  - 作詞：熊木あゆみ / 作曲：MONO Cram / 編曲：斎藤有太 / 歌：熊木あゆみ
8. Blue Air Aquarium Planet
  - 作曲：黒田秀雄 / 編曲：斎藤有太
9. Mother(for the EARTHIAN)
  - 作詞：上杉伸之助 / 作曲：濱田金吾 / 編曲：斎藤有太 / 歌：MILK(Ritsuko)

### ORIGINAL ALBUM 3
1. LIKE A SNOW
  - 作曲･編曲：濱田金吾
2. MIDNIGHT SNIPER
  - 作曲：黒田秀雄 / 編曲:黒田秀雄、松下一也
3. Secret Blue lll
  - 作詞：宮島律子、上杉魁護 / 作曲：宮島律子 / 編曲：松下一也 / 歌：MILK
4. DEVIL OR ANGEL
  - 作曲:松下一也 / 編曲:松下一也
5. 流星物語(My Shooting Star)
  - 作詞：上杉魁護 / 作曲：濱田金吾 / 編曲：松下一也 / 歌：熊木あゆみ
6. LOVE(Theme of Life)
  - 作曲:松下一也 / 編曲:松下一也
7. POSITIVE DESTINY
  - 作曲:大久保治信 / 編曲:大久保治信
8. 時計じかけの2人
  - 作詞･作曲：延原達治&副島士郎 / 編曲・歌：THE PRIVATES
9. シークレットラブ
  - 作詞：延原達治 / 作曲：延原達治、手塚稔 / 編曲：斎藤有太 / 歌：THE PRIVATES
10. オレンジサンシャイン
  - 作詞：熊木あゆみ / 作曲：MONO Cram / 編曲･歌：THE PRIVATES
11. Because…
  - 作詞：小林和子 / 作曲･編曲･歌：濱田金吾

### COMPLETE VOCAL COLLECTION
濱田金吾サウンドプロデュースのORIGINAL ALBUMから全てのボーカル曲を収録したメモリアルアルバム
1. Dream Is Alive
  - 作詞：小林和子 / 作曲：濱田金吾 / 編曲：濱田金吾、原一博 / 歌：濱田金吾
2. HANASANAI
  - 作詞･作曲：MILK(Rie) / 編曲：原一博 / 歌：MILK
3. WALHALLA
  - 作詞：千蔵マキ / 作･編曲：原一博 / 歌：千蔵マキ
4. Secret Blue
  - 作詞：松葉美保 / 作曲：安田信二 / 編曲：古川貴司、原一博 / 歌：小山水城
5. Good Night
  - 作詞：松葉美保 / 作曲：濱田金吾 / 編曲：原一博 / 歌：濱田金吾
6. Once
  - 作曲：濱田金吾 / 編曲：濱田金吾 / 歌：小山水城
7. Shake & Down
  - 作詞：上杉伸之助 / 作曲：濱田金吾 / 編曲：斎藤有太 / 歌：濱田金吾
8. Eternal Romance
  - 作詞：上杉伸之助 / 作曲：濱田金吾 / 編曲：斎藤有太 / 歌：鈴木晶子
9. Secret Blue ll
  - 作詞：熊木あゆみ / 作曲：MONO Cram / 編曲：斎藤有太 / 歌：熊木あゆみ
10. Mother
  - 作詞：上杉伸之助 / 作曲：濱田金吾 / 編曲：斎藤有太 / 歌：MILK(Ritsuko)
11. Secret Blue lll
  - 作詞：宮島律子、上杉魁護 / 作曲：宮島律子 / 編曲：松下一也 / 歌：MILK
12. 流星物語
  - 作詞：上杉魁護 / 作曲：濱田金吾 / 編曲：松下一也 / 歌：熊木あゆみ
13. 時計じかけの2人
  - 作詞･作曲：延原達治&副島士郎 / 編曲・歌：THE PRIVATES
14. シークレットラブ
  - 作詞：延原達治 / 作曲：延原達治、手塚稔 / 編曲：斎藤有太 / 歌：THE PRIVATES
15. Because…
  - 作詞：小林和子 / 作曲･編曲･歌：濱田金吾

### Earthian 3 Original Soundtrack
1. ちはや・影艶登場
2. 研究所潜入
3. 救出
4. メサイア
5. 緊張
6. 悲しき生命体
7. True Romance
8. 回想
9. 黄昏
10. メサイアの能力
11. 逃走
12. 地球人が好き
13. 記憶消却
14. 破壊
15. 天使
16. the Destinies

## ドラマCD

### ドラマCD1
- ちはや：佐々木望
- 影艶：井上和彦
- ミカエル：堀秀行
- ラファエル：子安武人
- あや：島津冴子
- 宮城：鈴置洋孝
- 大七：深見梨加
- 蘭桂：辻谷耕史
- 大七の兄：山崎たくみ
- 大おじ：北川光彦
- 老婆：鈴村れい子
- 士官学生：佐久間純子
- 士官学生：江川央生
- 士官学生：松丸卓也
- ナレーション：鈴置洋孝

メイン・テーマソング
「あなたに輝きたい」
作詞：松葉美保 / 作曲･編曲:梅垣達志 / 歌：佐々木真里
テーマソング
「捜し物はL・O・V・E」
歌：佐々木真里

### ドラマCD2
- ちはや：佐々木望
- 影艶：井上和彦
- ミカエル：堀秀行
- ラファエル：子安武人
- 芦野博士：塩沢兼人
- 多紀：速水奨
- 孝子：鶴ひろみ
- カブリエル：川村万梨阿
- ロッチンマンヤー：麻生美代子
- 館内放送/通信1/車掌：吉永孝弘
- 守衛1：佐藤浩之
- 守衛2/通信2：増谷康紀
- 女の子/召使い：松下美由紀

メイン・テーマソング
「あなたに輝きたい」
作詞：松葉美保 / 作曲･編曲:梅垣達志 / 歌：佐々木真里
テーマソング
「永遠ロマンス」
作詞：松葉美保 / 作曲･編曲：見良津健雄 / 歌：相曽晴日
「あなたへ」
作詞：松葉美保 / 作曲･編曲：見良津健雄 / 歌：相曽晴日

### ドラマCD3
- ちはや：佐々木望
- 影艶：井上和彦
- ミカエル：堀秀行
- ラファエル：子安武人
- あや：島津冴子
- 宮城：鈴置洋孝
- セラフィム：速水奨
- エルヴィラ：緒方恵美
- さやか：矢島晶子
- エド：岩男潤子
- 食堂の人：田野恵
- 天使：上田祐司
- 天使：太田真一郎
- 天使：千葉一伸

メイン・テーマソング
「あなたに輝きたい」
作詞：松葉美保 / 作曲･編曲:梅垣達志 / 歌：佐々木真里
エンディング・テーマソング
「出逢いから未来（あした）へ」
歌:佐々木真里

### ドラマCD PARADISE LOST
漫画『アーシアン』最終回から後のストーリー。OVA「アーシアン3」の序章、導入部。

#### キャスト
- ちはや：佐々木望
- 影艶：井上和彦
- 武者小路正喬：広中雅志
- 多紀：速水奨
- 美幸：西村ちなみ
- エルヴィラ：緒方恵美
- 黒天使1：柊美冬
- 黒天使2：石田彰
- 芦野博士：塩沢兼人
- 通信機の声：関口英司

#### スタッフ
- 企画プロデューサー：高塚俊紀（T-up）
- ディレクター：浅野智也（T-up）
- 脚本：高山克彦（川崎ヒロユキ脚本研究所）
- 音響演出：三間雅文
- 効果：倉橋静男（サウンドボックス）
- 調整：山田富二男
- 製作担当：高寺雄
- 録音スタジオ：アオイスタジオ
- 音楽：見良津健雄

エンディング主題歌
「君がいるから」
作詞：松葉美保 / 作曲･編曲：見良津健雄 / 歌：佐々木真理

## OVA
全てオリジナルストーリー

### OVA1
1989年7月26日 45分

#### スタッフ
- 原作：高河ゆん
- 企画：高塚俊紀
- 監督：古川順康
- 脚本：古川順康
- キャラクター原案：高河ゆん
- キャラクターデザイン：大貫健一
- 作画監督：大貫健一
- 美術監督：金子英俊
- 撮影監督：森口洋輔
- 音響監督：松浦典良
- 音楽：濱田金吾
- プロデューサー：田崎廣 、阿部榮滋
- 宣伝プロデューサー：岡村英次
- プロデューサー補：池口和彦
- 色指定/仕上検査：大貫けいこ
- 動画/仕上協力：龍プロダクション、F.A.I SEOUL、葦プロダクション
- 美術ボード：勝井和子
- 背景：アトリエブーカ
- タイトル：マキ・プロ
- 現像：東京現像所
- 劇伴協力/音響制作：現
- スタジオマネジメント：磯村治、山田良一
- 制作管理：村岡陽子
- 制作担当：吉田圭一
- 製作進行：谷口悟朗
- 協力：新書館
- アニメーション制作：J.C.STAFF
- 製作：ユーメックス
- 発売・販売：東芝EMI

#### 楽曲
主題歌
「Mother (for the EARTHIAN)」
作詞：上杉伸之助 / 作曲：濱田金吾 / 編曲：斎藤有太 / 歌：MILK（Ritsuko）
挿入歌
「Good-Night」
作詞：松葉美保 / 作曲：濱田金吾 / 編曲：原一博 / 歌：濱田金吾

#### キャスト
- ちはや：佐々木望
- 影艶：井上和彦
- 多紀：速水奨
- 孝子：山本百合子
- 芦野博士：塩沢兼人
- K-001：小杉十郎太
- 医者：広中雅志
- 星野：飛田展男
- 政治家：広瀬正志
- 所長：沢木郁也
- 男：小林通孝
- 若者：大倉正章

### OVA2
1990年9月27日 45分

#### スタッフ
- 原作：高河ゆん
- 企画：高塚俊紀
- 監督：古川順康
- 脚本：古川順康
- キャラクター原案：高河ゆん
- キャラクターデザイン：大貫健一
- 音楽：濱田金吾
- アニメーション制作：J.C.STAFF
- 製作：ユーメックス
- 発売・販売：東芝EMI

#### 楽曲
主題歌
「Because…」
作詞：小林和子 / 作曲･編曲･歌：濱田金吾
劇中歌
「時計じかけの2人」
作詞･作曲：延原達治&副島士郎 / 編曲・歌：THE PRIVATES
「オレンジサンシャイン」
作詞：熊木あゆみ / 作曲：MONO Cram / 編曲･歌：THE PRIVATES

#### キャスト
- ちはや：佐々木望
- 影艶：井上和彦
- あや：島津冴子
- 宮城：鈴置洋孝
- セラフィム：速水奨
- サファイア（クリフ）：中原茂
- ブレア：佐久間レイ

### OVA3
『アーシアン』最終回から後のストーリー。
vol.1 - 1996年9月26日発売 40分
vol.2 - 1996年12月21日発売 40分

#### スタッフ
- 原作：高河ゆん
- 企画：高塚俊紀
- 監督：大貫健一
- 脚本：川崎ヒロユキ、高山克彦
- キャラクターデザイン：大貫健一
- 音楽：見良津健雄
- アニメーション制作：J.C.STAFF
- 製作：ユーメックス

#### 楽曲
vol.1 エンディング主題歌
「True Romance」
作詞：市原真紀 / 作曲：谷脇仁美 / 編曲：SAGE KOIZUMI / 歌：市原真紀
vol.2 エンディング主題歌
「the Destinies」
作詞：市原真紀 / 作曲･編曲：HAWARD KILLY / 歌：市原真紀

#### キャスト
- ちはや：佐々木望
- 影艶：井上和彦
- 芦野博士：塩沢兼人
- メサイヤ：緑川光
- エルヴィラ：緒方恵美
- 黒天使1：柊美冬
- 黒天使2：石田彰

## 画集
LOVE SONGS
「ORIGINAL ALBUM 1」に収録された各曲をモチーフに描き下ろしたカラーイラスト9枚、及び9篇のショート漫画を収録。
1988年8月25日発売。新書館。ISBN 4-403-61165-6
SSSSPECIAL
1989年以前の『アーシアン』『源氏』のイラストを収録。描き下ろしの、両作の登場人物同士が初対面し合うパロディ漫画（ちはやと克己、ちはやと空也、影艶と義経、あやと桜、ミカエルと源氏、ラファエルと弁慶）を収録。
1989年7月5日発売。新書館。ISBN 4-403-61194-X
YOUR EYES ONLY
「完結版アーシアン」に関連したイラストも収録されている。
2005年7月9日発売。一迅社。ISBN 4-7580-3005-7

## 未収録漫画
SDアーシアン「春眠暁を覚えずと申しますが」
月刊ウィングス 1991年6月号
「The Secret Garden」
月刊ウィングス 1995年7月号、1995年11月号、1995年12月号、1996年2月号 - 4月号。
同人誌『THE SECRET GARDEN』に収録。
同時収録『アーシアン』の同人作品全て。「ヴァルハラ」（1987年）、「卒業白書」（1987年）、「かくも長き抱擁」（1988年）、「endangered;species2222」（1993年）。
新書サイズ 2002年12月29日発行。文庫サイズ 2007年12月30日発行。

## 影響を与えた作品
『BASTARD!! -暗黒の破壊神-』（萩原一至の漫画作品）
登場する天使が、『アーシアン』の架空の病気である「黒色ガン」を患う。高河ゆんと萩原一至とは旧来の友人であり、『BASTARD!! -暗黒の破壊神-』に「黒色ガン」の名称が出た場面で、高河ゆんへの謝罪の言葉がそえられていた。

## 関連商品
- オリジナルアルバムCD
  - ORIGINAL ALBUM 1
  - ORIGINAL ALBUM 2
  - ORIGINAL ALBUM 3
  - COMPLETE VOCAL COLLECTION
- ドラマCD
  - ドラマCD 1
  - ドラマCD 2
  - ドラマCD 3
  - ドラマCD PARADISE LOST
    - CD - 「オーディオドラマBGMコレクション」1995年9月21日発売 パイオニア
- DVD - OVA1、OVA2、OVA3収録（2枚組） 167分（本編144分+映像特典23分） 
  - 2004年9月24日発売 バンダイビジュアル
  - CDシングル - 「アーシアン3 theDestinies/TrueRomance」 
    - 1996年9月30日発売 EMIミュージック・ジャパン

  - CD - 「アーシアン3 オリジナルサウンドトラック」 
    - 1996年11月27日発売 EMIミュージック・ジャパン

［English］
- DVD - Earthian (January 30, 2001)
- OVA
  - Earthian 1 (March 7, 2000)
  - Earthian 2 (March 7, 2000)
  - Earthian 3 (March 7, 2000)
    - vol.1
    - vol.2

## 書誌情報

### 旧版
高河ゆん『アーシアン』〈ウィングスコミックス〉新書館、全5巻
1. 1988年3月発売、ISBN 4-403-61154-0
2. 1989年3月発売、ISBN 4-403-61187-7
3. 1990年3月発売、ISBN 4-403-61223-7
4. 1992年9月発売、ISBN 4-403-61286-5
5. 1994年7月発売、ISBN 4-403-61352-7

### 完結版
高河ゆん『完結版 アーシアン』〈創美社コミックス〉発行：創美社 発売：集英社、全4巻
1. 2002年9月28日発売、ISBN 4-420-22038-4
2. 2002年10月26日発売、ISBN 4-420-22039-2
3. 2002年11月28日発売、ISBN 4-420-22040-6
4. 別巻「秘密の花園」2002年11月28日発売、ISBN 4-420-22041-4

### 文庫版
高河ゆん『完結版 アーシアン』〈創美社コミック文庫〉発行：創美社 発売：集英社、全5巻
1. 2007年10月18日発売、ISBN 978-4-420-25008-5
2. 2007年10月18日発売、ISBN 978-4-420-25009-2
3. 2007年12月13日発売、ISBN 978-4-420-25010-8
4. 2007年12月13日発売、ISBN 978-4-420-25011-5
5. 別巻「秘密の花園」2008年1月18日発売、ISBN 978-4-420-25012-2

### 英語版
Yun Kouga『Earthian』Blu、全4巻
1. ISBN 978-1-598-16006-2 (November 30, 2005)
2. ISBN 978-1-598-16007-9 (February 7, 2006)
3. ISBN 978-1-598-16008-6 (May 30, 2006)
4. ISBN 978-1-598-16009-3 (August 15, 2006)